# Víctor Cabedo
Víctor Cabedo Carda (Onda, 15 juni 1989 – Aín, 19 september 2012) was een Spaans wielrenner die in 2012 uitkwam voor Euskaltel-Euskadi. Eerder reed hij voor Orbea. Cabedo werd in 2005 Spaans kampioen veldrijden bij de nieuwelingen en in 2007 tweede op het Spaans kampioenschap tijdrijden voor junioren. Op woensdag 19 september 2012 overleed hij tijdens een training na een botsing met een auto.

## Belangrijkste overwinningen
2005
- Spaans kampioen veldrijden, Nieuwelingen

2011
- 4e etappe Ronde van Asturië

## Resultaten in voornaamste wedstrijden
| Jaar | Ronde van Italië | Ronde van Frankrijk | Ronde van Spanje |
| ---- | ---------------- | ------------------- | ---------------- |
| 2012 | 129e             |                     |                  |